# Chaetodon speculum
Chaetodon speculum е вид лъчеперка от семейство Chaetodontidae.

## Разпространение
Видът е разпространен в Австралия, Вануату, Виетнам, Индонезия, Китай, Малайзия, Микронезия, Нова Каледония, Остров Рождество, Палау, Папуа Нова Гвинея, Провинции в КНР, Реюнион, Сингапур, Соломонови острови, Тайван, Тонга, Фиджи, Филипини, Хонконг и Япония.